# Peter Harings
Peter Harings (Sibbe, 16 juni 1961) is een voormalig Nederlands wielrenner.

## Biografie
Harings was professioneel wielrenner van 1986 tot 1990. Hij stamt uit een Limburgse wielrennerfamilie en is een oomzegger van Huub, Jan en Ger Harings. Alvorens hij eind 1986 op 24-jarige leeftijd overstapte naar de profs had hij vijf jaar als amateur gereden, waarin hij als zijn specialismen de cyclocross en het rijden in heuvelachtig terrein zoals de Ardennen kreeg. Bij het veldrijden werd hij in 1985 Nederlands kampioen bij de amateurs.
In 1985 behaalde hij als amateur zijn grootste overwinning in zijn loopbaan toen hij individueel Nederlands Kampioen op de weg werd. In hetzelfde jaar won hij eveneens het eindklassement van de Triptyque Ardennais. 
Bij de professionals was hij minder succesvol en was er alleen maar een knechtenrol voor hem weggelegd. Zijn enige aansprekende zege was een etappeoverwinning in de Ronde van Denemarken in 1987.

## Belangrijkste overwinningen en ereplaatsen
1982
- 3e in het eindklassement van de Ronde van Luik

1983
- 1e in de 2e etappe deel b Triptyque Ardennais
- 2e in de 3e etappe Triptyque Ardennais
- 2e in het eindklassement Triptyque Ardennais

1985
- 1e bij het Nederlands Kampioen op de weg, amateurs
- 2e in het eindklassement Circuit des Ardennais
- 2e in de 4e etappe Ronde van Zweden
- 1e in de 3e etappe Triptyque Ardennais
- 1e in het eindklassement Triptyque Ardennais
- 2e in het eindklassement Ronde van West-Henegouwen
- 3e in de Ronde van Limburg

1987
- 1e in de 4e etappe Ronde van Denemarken
- 1e in Berlare

1988
- 3e in de 2e etappe Ronde van België

## Resultaten in voornaamste wedstrijden
| Jaar | Ronde van Italië | Ronde van Frankrijk | Ronde van Spanje |
| ---- | ---------------- | ------------------- | ---------------- |
| 1986 |                  |                     | opgave           |
| 1987 |                  |                     |                  |
| 1988 |                  |                     |                  |
| 1989 |                  |                     |                  |

| Jaar | Amstel Gold Race | Luik-Bast.‑Luik | Brabantse Pijl |
| ---- | ---------------- | --------------- | -------------- |
| 1986 |                  | 20e             |                |
| 1987 | 52e              |                 | Zilver         |
| 1988 |                  | 62e             |                |
| 1989 | 81e              |                 |                |